# Osvaldo Castro
Osvaldo Castro Pelayos (17 d'octubre de 1948) és un exfutbolista xilè.

## Selecció de Xile
Va formar part de l'equip xilè a la Copa del Món de 1974. Tingué una llarga carrera a Mèxic a clubs com Club América, Club Jalisco, Deportivo Neza o Pumas UNAM.